# Tinga Tinga mesék
A Tinga Tinga mesék (eredeti cím: Tinga Tinga Tales) egy brit televíziós 2D-s számítógépes animációs sorozat. Az Egyesült Királyságban 2010. november 7-étől a CBeebies, a Disney Junior és az EBS tűzte műsorra. Magyarországon az M2 adta le.

## Ismertető
Tinga Tinga egy táj Afrikában, ahol rengeteg sok állat él. A történetek mesélője Maki, aki három majom közül a piros színű. Barátaival együtt elmeséli, hogy miért olyanok az állatok amilyenek. Például, hogy miért ugrálnak fáról fára, miért szeretnek indán hintázni, miért Leó az oroszlán Tinga Tinga ura és a többiek is, hogy miért olyanok. Az elmesélt történetek kitaláltak, amelyek eredményében lesznek az állatok, olyanok amilyenek valójában is.

## Szereplők
- elefánt
- kígyó
- víziló
- teknősbéka
- tyúk
- denevér
- varacskos disznó
- bagoly
- majmok
- nyűvágó
- béka
- pók
- keselyű
- zsiráf
- tarajos sül
- gyík
- krokodil
- sakál
- nyúl
- szúnyog
- orrszarvú
- hernyó
- oroszlán
- zebra
- flamingó
- fakopáncs
- strucc
- teve
- gnúk
- kaméleon
- leopárd
- hiéna
- hangyák
- bolha
- kolibri
- pávián
- méhek
- páva
- földimalac
- bálna
- papagáj
- füles maki
- gyöngytyúk
- bivaly
- vipera
- sas
- görény
- tücsök
- vakond
- mókus
- szurikáta
- gepárd

## Magyar hangok
- Bogdán Gergő
- Vass Gábor
- Faragó András
- Sági Tímea
- Nádasi Veronika
- Bodrogi Attila

## Epizódok

### 1. évad
1. Miért van az elefántnak ormánya?
2. Miért nincs a kígyónak lába?
3. Miért nincs bundája a vízilónak?
4. Miért nem sima a teknősbéka páncélja?
5. Miért kapirgál a tyúk?
6. Miért lóg a denevér fejjel lefelé?
7. Miért csúnya a varacskos disznó?
8. Miért tudja körbefordítani a bagoly a fejét?
9. Miért ugrál a majom fáról fára?
10. Miért ül a nyűvágó a víziló hátán?
11. Miért brekeg a béka?
12. Miért vékony a pók dereka?
13. Miért kopasz a keselyű?
14. Miért hosszú a zsiráf nyaka?
15. Miért tüskés a tarajos sül?
16. Miért bújik a gyík a kövek alá?
17. Miért rücskös a krokodil háta?
18. Miért üvölt a sakál a Holdra?
19. Miért ugrál a nyúl?
20. Miért zümmög a szúnyog?
21. Miért támad az orrszarvú?
22. Miért nem siet sehová a hernyó?
23. Miért üvölt az oroszlán?
24. Miért csíkos a zebra?
25. Miért áll a flamingó mindig féllábon?
26. Miért kopácsol a fakopáncs?

### 2. évad
1. Miért dugja a fejét a strucc a homokba?
2. Miért púpos a teve?
3. Miért dübörögnek a gnúk?
4. Miért változtatja a kaméleon a színét?
5. Miért foltos a leopárd?
6. Miért rövid a hiéna hátsó lába?
7. Miért dolgoznak együtt a hangyák?
8. Miért ugrik a bolha?
9. Miért dúdol a kolibri?
10. Miért csupasz a pávián feneke?
11. Miért csípnek a méhek?
12. Miért jár peckesen a páva?
13. Miért ragadós a földimalac nyelve?
14. Miért fúj a bálna vizet?
15. Miért nem tud a papagáj titkot tartani?
16. Miért van nagy szeme a füles makinak?
17. Miért pöttyös a gyöngytyúk?
18. Miért van a bivalynak szarva?
19. Miért vedli le a bőrét a vipera?
20. Miért a sas a levegő ura?
21. Miért büdös a görény?
22. Miért ciripel a tücsök?
23. Miért él a vakond a föld alatt?
24. Miért gyűjtöget a mókus?
25. Miért van mindig résen a szurikáta?
26. Miért könnyes a gepárd arca?